# Hagada

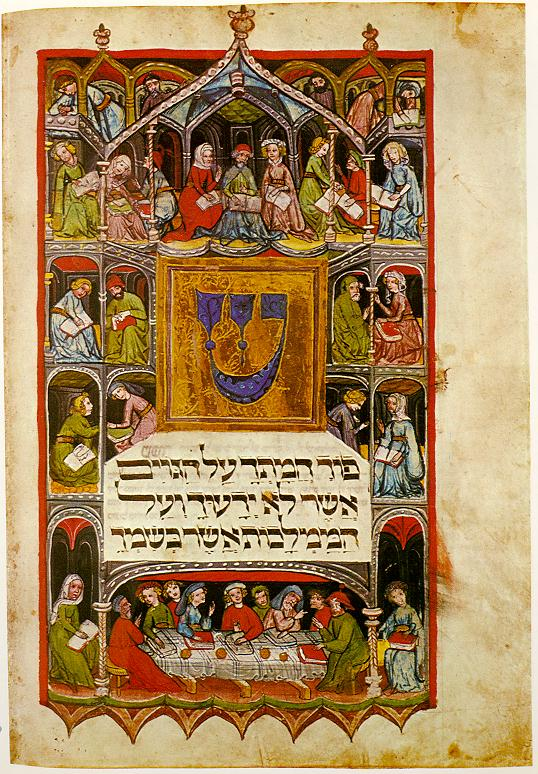
Hagada na Pesach manuskrypt z XIV wieku

Hagada, haggada (hebr. הגדה haggadà) – opowiadanie wchodzące w skład rabinicznej egzegezy Biblii i Talmudu, rodzaj midraszu.
Hagady są opowiadaniami zbudowanymi na podstawie historii biblijnych zawierającymi komentarze i szczegóły uzupełniające fabułę. Ponieważ w judaizmie zabronione jest portretowanie ludzi, to hagady pełnią rolę ilustracyjną – opisywano między innymi urodę i cnoty żon patriarchów. W hagadach dotyczących potopu znajdują się opisy zachowania Noego, który miał wzywać do nawrócenia, oraz komentarze, że długi czas budowania arki był szansą na to nawrócenie.
W przeciwieństwie do halachy nie wyjaśnia reguł postępowania. 
Najbardziej znaną hagadą jest Hagada Paschalna, czyli opowiadanie ułożone na pamiątkę wyjścia ludu izraelskiego z Egiptu. Utwór ten składa się z fragmentów biblijnych, komentarzy i modlitw.
Spisana została między II a IV wiekiem n.e.
Czytana jest w jesziwie oraz podczas obrzędów ślubnych i pogrzebowych. Opowieść o wyjściu Żydów z Egiptu czyta się podczas wieczerzy sederowej w święto Pesach.
Hagada na święto Pesach opowiada i przypomina o Wyjściu Izraelitów z Egiptu i plagach, jakie spadły na Egipcjan. Opisuje powinności mieszkańców żydowskiego domu w dniu święta, wymienia obowiązkowe potrawy na sederowym stole oraz symboliczne znaczenie każdej z nich. Hagada podaje niezbędne do uczczenia święta modlitwy, ale także teksty wierszyków i wyliczanek dla dzieci.
Hagada na święto Pesach jest żydowską książką mającą najwięcej wydań w historii (ponad 3500). W Polsce, po II wojnie światowej, opublikowane zostały jej trzy edycje: reprint wiedeńskiego wydania Hagady z roku 1927 (1991), Hagada na Pesach i Pieśń nad Pieśniami z obszernymi komentarzami pod redakcją Sachy Pecarica (2002) i Hagada na Pesach Stowarzyszenia 614. Przykazania (2007).